# Personaggi di Falcon Crest
Questa voce contiene un elenco dei personaggi presenti nella serie televisiva Falcon Crest.

## Personaggi principali
- Angela Gioberti Channing (stagioni 1-9), interpretata da Jane Wyman, doppiata da Marzia Ubaldi. Jane Wyman e Robert Foxworth (di spalle) con Lana Turner, special guest star della serie

Jane Wyman e Robert Foxworth (di spalle) con Lana Turner, special guest star della serie

Tirannica e senza scrupoli, è la matriarca della serie. Ha due figlie – Julia ed Emma – nate dal suo primo matrimonio con Douglas Channing, proprietario del San Francisco Globe. Determinata a preservare e a espandere Falcon Crest, combatte senza sosta contro chiunque si metta sulla sua strada, a partire da suo nipote Chase e dal figlio di Douglas, Richard. Si sposa altre tre volte durante la serie: con il suo avvocato Phillip Erikson, che la lascerà vedova poco dopo le nozze; con una sua vecchia fiamma, il miliardario Peter Stavros; e infine con un amico di vecchia data, Frank Agretti. Durante l'ultima stagione, Charley St. James cerca di soffocarla con un cuscino. La donna non muore ma entra in coma per molti mesi. Fu in realtà lo stratagemma usato da parte degli autori per far uscire di scena la Wyman, a causa dei suoi gravi problemi di salute.

- Chase Gioberti (stagioni 1-6), interpretato da Robert Foxworth, doppiato da Adalberto Maria Merli.
Ex pilota aereo e veterano del Vietnam, Chase arriva a Falcon Crest da New York per i funerali di suo padre, Jason. Ereditando parte dell'azienda vinicola, e trasferendosi definitivamente a Falcon Crest, entra in conflitto con sua zia Angela. Durante la serie rimane ferito per due volte da un'arma da fuoco. Muore affogando nelle acque della Baia di San Francisco mentre cerca di salvare Melissa e il suo bambino.

- Lance Cumson (stagioni 1-9), interpretato da Lorenzo Lamas, doppiato da Luciano Marchitiello.
Figlio di Julia e nipote di Angela. Playboy propenso alla bella vita, è assetato di potere, come sua nonna, che lo usa spesso per i suoi piani malvagi. Lo obbligherà infatti a sposare Melissa Agretti, futura ereditiera di molti terreni nei dintorni della Tuscany Valley. Dopo il divorzio da Melissa, sposa la figliastra di Richard, Lorraine, che morirà poco dopo. Dopo una breve relazione con Apollonia e una seconda relazione con Melissa (che perirà in un incendio), l'uomo sposa Pilar Ortega, figlia di Cesar, capovignaiolo di Falcon Crest.

- Maggie Hartford Gioberti Channing (stagioni 1-9), interpretata da Susan Sullivan, doppiata da Angiola Baggi e Alba Cardilli.
Moglie di Chase e madre di Cole e Vickie. Scrittrice freelance, supporta totalmente suo marito nel ricostruire insieme una nuova vita a Tuscany Valley. Donna forte e generosa, è l'eroina comprensiva della serie. Dopo la morte di Chase, si risposa con Richard, sebbene il matrimonio non sia facile e la donna cominci a dipendere dall'alcol. Muore alla fine della penultima stagione annegando nella piscina di Falcon Crest.

- Julia Channing Cumson (stagioni 1-6), interpretata da Abby Dalton, doppiata da Ada Maria Serra Zanetti.
Figlia maggiore di Angela e madre di Lance e di Padre Christopher (figlio che lei credeva fosse nato morto). Julia lavora come viticoltrice a Falcon Crest, messa continuamente sotto pressione da parte di sua madre, che è riuscita a far allontanare dalla famiglia suo marito Tony Cumson (padre di Lance). Ha una relazione con Carlo Agretti ma lo uccide per proteggere l'azienda di sua madre e non farla cadere nelle sue mani. Quando viene affrontata riguarda all'omicidio, punta una pistola sulla famiglia e uccide la madre di Chase, Jacqueline Perrault. Dapprima condannata all'ergastolo, viene poi rinchiusa in un ospedale psichiatrico. Riuscirà a fuggire con l'intenzione di uccidere sua madre, ma viene ritenuta morta in un incendio causato dalla polizia durante il suo inseguimento. Ricompare l'anno seguente. Era riuscita a salvarsi dall'incendio e si era ritirata in un convento nell'Oregon. La sua pena viene condonata. Dopo il terremoto che colpisce la vallata, soffre di cecità isterica e lascia per sempre Falcon Crest per tornare in convento.

- Richard Channing (stagioni 2-9), interpretato da David Selby, doppiato da Massimo Venturiello e Rodolfo Bianchi.
Figlio illegittimo di Douglas Channing (primo marito di Angela e padre di Julia ed Emma). Uomo d'affari senza scrupoli e senza pietà, arriva in California per prendere possesso del quotidiano di suo padre, quando questi muore improvvisamente. Si rivela un temibile avversario sia per Angela che per Chase, soprattutto quando rileva un terzo di Falcon Crest. Deciso a vendicarsi per essere stato emarginato da bambino, scopre nel corso della serie di essere figlio di Angela, dato per morto dai dottori appena nato. È padre di Michael, nato da una relazione con la donna d'affari Cassandra Wilder. Viene ricattato da Terry, sorella di Maggie, per farsi sposare. Sposerà Maggie alla morte di Chase. Quando anche Maggie morirà, sposerà la cugina di secondo grado della donna, Lauren Daniels.

- Melissa Agretti Cumson Gioberti (stagioni 1-8), interpretata da Ana Alicia, doppiata da Cinzia De Carolis.
Donna tanto risoluta ed energica quanto egoista, è la giovane erede dei vigneti Agretti. Accetta di sposare Lance per convenienza, in modo tale da ereditare anche i vigneti di Falcon Crest e unirli a quelli della sua famiglia. Dal matrimonio con Lance, nasce Joseph, sebbene in realtà il bambino sia figlio di Cole, con il quale la donna aveva una relazione fino a poco prima di sposarsi. Dopo il divorzio da Lance, sposa Cole. Muore in un incendio durante la penultima stagione della serie. L'attrice verrà re-ingaggiata nel corso della stessa stagione per interpretare una sosia di Melissa, Samantha Ross.

- Cole Gioberti (stagioni 1-7), interpretato da William R. Moses, doppiato da Teo Bellia e Antonio Sanna.
Primo figlio di Chase e Maggie, aiuta suo padre nel dirigere l'azienda vinicola, mettendo da parte il suo sogno di diventare archeologo come il suo nonno materno, Paul Hartford. Si innamora di Melissa, ricambiato, ma la ragazza accetterà di sposare Lance per volere del padre Carlo. Poco dopo il matrimonio, Melissa scopre di essere incinta di Cole. Il bambino si chiamerà Joseph. Dopo il divorzio di Lance e Melissa, Cole sposerà finalmente la donna (anche se il matrimonio è di breve durata). Cole diventa padre una seconda volta della figlia della cugina di Melissa, Robin, madre-surrogato per lui e Melissa (la donna, però, terrà la bambina). Lascia la casa paterna nel 1986 (sesta stagione) e si trasferisce in Australia. Riapparirà brevemente durante la settima stagione, quando Melissa e Joseph gli faranno visita.

- Vickie Gioberti (stagioni 1, 2, 6), interpretata da Jamie Rose (stagioni 1, 2) e Dana Sparks (stagione 6), doppiata da Roberta Paladini e Anna Cesareni.
Figlia di Chase e Maggie. All'inizio è in disaccordo con la sua famiglia e non vuole trasferirsi in California. Ragazza sfortunata in amore, si innamora di Mario, figlio di Gus, capovignaiolo di Falcon Crest, ma la storia termina dopo che – morto il padre – il ragazzo va via da San Francisco. Nel 1983, Vickie sposa Nick Hogan, ma scopre ben presto che l'uomo lo ha fatto solo per la sua eredità. Dopo il divorzio da Nick, la ragazza lascia la città. Torna tre anni dopo e si innamora di Eric Stavros, figliastro di Angela, ma il matrimonio non dura a lungo. Lascerà di nuovo la città per aiutare Eric, vittima di un crollo psicologico e rinchiuso in una casa di cura.

- Emma Channing St. James (stagioni 1-9), interpretata da Margaret Ladd, doppiata da Milena Vukotic e Liliana Sorrentino.
La figlia più giovane e fragile di Angela. Ha un ruolo centrale nel mistero che ruota intorno alla morte di Jason. Donna gentile e generosa, nonostante la sua fragilità, riesce a tenere testa ad Angela. Sfortunata in amore, le sue relazioni terminano quasi sempre in tragedia. Avrà una bambina che chiamerà Angela.

- Phillip Erikson (stagioni 1-3), interpretato da Mel Ferrer.
Avvocato senza scrupoli e, in seguito, secondo marito di Angela. La sua carriera è progredita man mano che la reputazione e il controllo della Tuscany Valley da parte di Angela crescevano. Muore poco dopo aver sposato la donna durante un incidente aereo dove perdono la vita anche Michael Ranson e Linda Caproni.

- Terry Hartford Ranson Channing (stagioni 3-5), interpretata da Laura Johnson, doppiata da Silvia Pepitoni.
Sorella di Maggie. Ex ragazza squillo, tanto bella quanto subdola, crea scompiglio nella vallata con i suoi tentativi di salire la scala sociale. Dopo aver sposato il cugino di Chase, Michael Ranson, eredita i suoi beni alla morte dell'uomo in un incidente aereo. In seguito, ricatterà Richard Channing per farsi sposare. Rimarrà vittima del terremoto che colpisce la vallata alla fine della quarta stagione.

- Pamela Lynch (stagioni 3-6), interpretata da Sarah Douglas (stagioni 3-5) e Martine Beswick (stagione 6), doppiata da Serena Spaziani.
Assistente personale e amante di Richard Channing. È stata impiegata dell'organizzazione mafiosa detta il "Cartello". Capace di essere spietata e intrigante, dimostra un lato più dolce nei confronti della figliastra di Richard, Lorraine Prescott. Quando scopre che Richard ha registrato ogni conversazione avvenuta nel suo ufficio, comprese quelle con lei, la donna tradisce l'uomo dando a Maggie le registrazioni che provano che Lance voleva uccidere Angela. Acquisisce il controllo di una cantina della vallata e la rivende ad un prezzo molto più alto ad Angela, Richard e Chase. Per vendetta, Richard passa le registrazioni con le conversazioni della donna all'Interpol. A sua volta, Pamela tenta di uccidere l'uomo dando fuoco alla sua casa, ma invano. Per evitare di essere catturata, si sottometterà a una plastica facciale per cambiare i suoi connotati.

- Greg Reardon (stagioni 4, 5), interpretato da Simon MacCorkindale, doppiato da Roberto Pedicini.
Avvocato di origini anglosassoni. Lavora per Angela anche se spesso non approva i suoi metodi. In un primo momento, si sente attratto da Melissa, poi avrà una storia con Terry. Quando scopre che la ragazza lavora per Richard, la lascia e inizia una relazione con l'avvocato Jordan Roberts e lascia Tuscany Valley con lei.

- Gustav Riebmann (stagione 4), interpretato da Paul Freeman.
Figlio di un criminale di guerra nazista, diventa il capo del Cartello, organizzazione mafiosa, dopo aver fatto uccidere suo padre. Arriva nella vallata con l'intento di prendere il controllo di Falcon Crest, per poter disotterrare un tesoro d'arte di valore inestimabile seppellito sotto la tenuta. L'uomo perirà con la sua assistente Renée all'interno di una grotta.

- Padre Christopher Rossini (stagione 5), interpretato da Ken Olin, doppiato da Teo Bellia.
Prete e figlio illegittimo di Julia e di Dominic Rossini. Julia era rimasta incinta di Christopher quando era appena una teenager e Angela cacciò Dominic dalla vallata. Dopo il parto, Angela rivelò alla figlia che il bambino era morto. In realtà, lo diede a un orfanotrofio cattolico di Marysville, in Connecticut. Quando molti anni dopo, la moglie e la figlia di Dominic tornano nella vallata per vendicarsi di Angela, la donna è obbligata a rivelare la verità a Christopher.

- Peter Stavros (stagioni 5-8), interpretato da Cesar Romero.
Industriale e miliardario di origini greche. Vecchia fiamma di Angela, aiuta la donna a rientrare in possesso di Falcon Crest dopo essere passata nelle mani della famiglia Rossini. Sarà il terzo marito di Angela.

- Eric Stavros (stagioni 5-7), interpretato da John Callahan.
Figlio di Peter e playboy. Ha un flirt con Melissa ma sposa Vickie Gioberti. Subisce il lavaggio del cervello da parte dei Tredici e viene spinto a uccidere Richard (non riuscendovi). Verrà rinchiuso in un ospedale psichiatrico.

- Frank Agretti (stagioni 7-9), interpretato da Rod Taylor.
Zio di Melissa, Robin e Chris e padre di Nick. Amico di Angela, la sposa affinché la donna possa essere dimessa dal reparto psichiatrico e poter passare sotto le sue cure.

## Personaggi secondari
(in ordine alfabetico)
- Carlo Agretti (stagioni 1-3), interpretato da Carlos Romero.
Ricco proprietario dei vigneti Agretti, è il padre di Melissa. In accordo con Melissa, spinge la ragazza a sposare Lance per poter mettere le mani su Falcon Crest. Viene assassinato da Julia Cumson.
- Douglas Channing (stagione 1), interpretato da Stephen Elliott.
Primo marito di Angela e padre di Julia, Emma e Richard. È proprietario del quotidiano San Francisco Globe che lascerà alla sua morte a suo figlio illegittimo Richard.
- Darryl Clayton (stagione 2), interpretato da Bradford Dillman.
Produttore cinematografico. Lavora apparentemente con Maggie sulla sceneggiatura scritta da quest'ultima. In realtà, è pagato da Angela per distruggere il matrimonio di Chase.
- Tony Cumson (stagioni 1, 2, 6, 7), interpretato da John Saxon (stagioni 1, 6-7) e Robert Loggia (stagione 2).
Marito di Julia e padre di Lance.
- Katherine Demery (stagione 2), interpretata da Joanna Cassidy.
Proprietaria di un piccolo vigneto della vallata, ha una breve relazione con Cole.
- Francesca Gioberti (stagione 4), interpretata da Gina Lollobrigida.
Sorrelastra di Angela. Arriva a Tuscany Valley per rilevare la sua parte di Falcon Crest, che venderà a Richard.
- Joseph Gioberti (stagioni 3-7), interpretato da Jason Goldberg.
Figlio di Cole e Melissa. Il bambino è nato quando Melissa era già sposata con Lance ed è al centro di un'acerrima battaglia per la custodia. Angela propone a Melissa di lasciare il bambino a Cole in modo da riottenere la metà di Falcon Crest posseduta da Chase. Melissa si dice disposta solo se lei diventa l'unica erede di Angela. Quando, alcuni anni dopo, la donna comincia a dare segni di squilibrio, Joseph andrà ad abitare con Cole in Australia.
- Paul Hartford (stagione 4), interpretato da Andrew Duggan.
Archeologo e padre di Maggie e Terry. Rivelerà di aver adottato Maggie con la sua ultima moglie Margaret.
- Nick Hogan (stagioni 2, 3), interpretato da Roy Thinnes.
Collega di Chase al "Consiglio delle autorità di vigilanza", diventa il primo marito di Vickie. In realtà, l'uomo la sposa solo per la sua eredità. Quando la ragazza lo scopre, i due divorziano.
- Sheila Hogan (stagioni 2, 3), interpretata da Katherine Justice.
Prima moglie di Nick Hogan. È ancora innamorata dell'ex-marito, sebbene questo abbia sposato Vickie.
- Diana Hunter (stagione 2), interpretata da Shannon Tweed.
Assistente personale e amante di Richard, lavora per l'organizzazione malavitosa denominata "Cartello".
- Kit Marlowe (stagione 6), interpretata da Kim Novak, doppiata da Angiola Baggi.
Donna dal passato oscuro, finge di essere la figliastra di Peter Stavros, creduta morta. È perseguitata dal gangster Roland Saunders che vuole ucciderla. Inizia una relazione con il padre di Lance, Tony, con il quale lascerà la vallata per ritirarsi nell'isola privata di Peter.
- Alicia Nunouz (stagioni 1, 2), interpretata da Silvana Gallardo.
Moglie di Gus e madre di Mario. Lascia la città insieme a suo figlio dopo la morte del marito.
- Gus Nunouz (stagioni 1, 2), interpretato da Nick Ramus.
Capovignaiolo e amico di Chase.
- Mario Nunouz (stagioni 1, 2), interpretato da Mario Marcelino.
Figlio di Gus, ha una relazione con Vickie. Abbandona Falcon Crest in seguito alla morte del padre.
- Jacqueline Perrault Gioberti (stagioni 1, 2), interpretata da Lana Turner.
Madre di Chase e acerrima nemica di Angela. È stata la cofondatrice dell'organizzazione mafiosa denominata "Cartello". Da giovane, ha avuto una relazione con il primo marito di Angela, Douglas Channing. Da quella relazione, sembra che sia nato Richard, ma nel corso della serie si scopre che Richard è figlio naturale di Angela. Quando Julia viene accusata dell'assassinio di Carlo Agretti, la donna comincia a sparare sulla famiglia e colpisce Jacqueline a morte.
- Michael Ranson (stagione 3), interpretato da Cliff Robertson.
Nipote di Jacqueline e cugino di Chase. Arriva in California come neurochirurgo dell'ospedale di Tuscany Valley. Sposa la sorella di Maggie, Terry, ma muore nello stesso incidente aereo in cui perdono la vita Phillip Erikson e Linda Caproni.
- Jordan Roberts (stagione 5), interpretata da Morgan Fairchild, doppiata da Pinella Dragani.
Affascinante legale di Richard. Lo aiuta a ricostruire il suo impero dopo che l'uomo ha perso la sua parte di Falcon Crest che lo ha portato alla bancarotta. Donna intelligente e sagace, nasconde un segreto: soffre di un disturbo dissociativo dell'identità dovuto alle violenze subite da piccola da parte di suo padre. Ha una relazione con Greg Reardon con il quale lascerà la vallata.
- Anna Rossini (stagioni 4, 5), interpretata da Celeste Holm.
Perfida vedova e nemica di Angela. Madre di Cassandra Wilder e Damon Ross. Era stata rinchiusa in un ospedale psichiatrico per aver dato fuoco a Falcon Crest con l'intento di uccidere Angela, responsabile - a suo dire - del suicidio di suo marito.
- Nicole Sauguet (stagione 7), interpretata da Leslie Caron.
Ricca donna francese e vecchia amica di Chase. Arriva nella vallata dopo la morte dell'uomo per riavere indietro 30 milioni di dollari che la donna aveva prestato in passato al suo amico defunto.
- Roland Saunders (stagione 6), interpretato da Robert Stack.
Gangster mafioso che perseguita Kit Marlowe per ucciderla. Verrà ucciso da Peter Stavros.
- Cassandra Wilder (stagioni 4, 5), interpretata da Anne Archer.
Donna d'affari cinica e calcolatrice, è figlia di Anna Rossini. Vuole ottenere il controllo di Falcon Crest per distruggere Angela e vendicarsi del male fatto alla sua famiglia. Ha una relazione con Richard, del quale rimane incinta, ma muore durante il parto.